# Odessa Mała
Odessa Mała (ukr. Одеса-Мала, ros. Одесса-Малая) – przystanek kolejowy w miejscowości Odessa w obwodzie odeskim, na Ukrainie.